# Hierobotana inflata
Hierobotana es un género de plantas con flores perteneciente a la familia de las verbenáceas. Incluye una sola especie: Hierobotana inflata (Kunth) Briq. in H.G.A.Engler & K.A.E.Prantl (1894).
Es nativo de Sudamérica tropical.

## Taxonomía
Hierobotana inflata fue descrita por (Kunth) Briq. in H.G.A.Engler & K.A.E.Prantl y publicado en Die Natürlichen Pflanzenfamilien 4(3a): 148, en el año 1895.
Sinonimia
- Verbena heterophylla Willd. ex Spreng.
- Verbena inflata Kunth[3]